# بيلة الثلاثي ميثيل أمين
بيلة ثلاثي ميثيل الأمين أو ما يعرف أيضا بمتلازمة رائحة السمك هي خلل أيضي نادر الحدوث يحدث نتيجة نقص في إنتاج إنزيم «أحادي الأوكسجينيز 3 الحاوي للفلافين». هذا الانزيم يعمل على استقلاب مادة ثلاثي ميثيل الأمين التي تنتج من عملية هضم بعض الاغذية إلى أكسيد ثلاثي ميثيل الأمين، وبالتالي فإن نقص الإنزيم يعمل على تراكم ثلاثي ميثيل الأمين في الجسم وإفرازه في العرق، البول وهواء الزفير مضفيا عليهم رائحة تشبه رائحة السمك. 

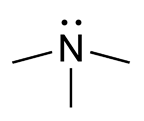
ثلاثي ميثيل الأمين

## تاريخ المرض
تم اكتشاف هذا المرض لأول مرة عام 1970.

## اعراض المرض
يتراكم الثلاثي ميثيل امين في جسم المريض ويفرز في البول لذا يطلق علي المرض اسم «بيلة الثلاثي ميثيل امين». تخرج هذه المادة أيضا في العرق مضفية رائحة مثل رائحة السمك وتختلف قوة الرائحة من شخص لأخر.
تظهر هذه الاعراض في النساء أكثر من الرجال لأسباب مجهولة. ويرجح بعض العلماء السبب في ذلك إلى أن الهرمونات الجنسية الأنثوية (كالبروجسترون، والاستروجين) تؤدي إلى تفاقم الاعراض.
تختلف الرائحة بناء على العديد من العوامل مثل: النظام الغذائي، مستوى الهرمونات، كمية العرق، وجود روائح أخرى في الوسط المحيط بالإضافة إلى اختلاف حاسة الشم من شخص لأخر.

## تشخيص المرض
قياس نسبة الثلاثي ميثيل أمين إلى نسبة اكسيد الثلاثي ميثيل امين في البول يعد الاختبار النموذجي لتشخيص المرض. فزيادة النسبة تعني زيادة حدة المرض والعكس صحيح.

## العلاج
لا يوجد علاج محدد لهذا المرض في الوقت الحالي، ولكن يمكن علاج الاعراض جزئيا مثل تقليل الرائحة باستخدام إحدى الطرق التالية:
- تجنب تناول البيض، الأسماك، وبعض أنواع اللحوم، والاغذية المحتوية على الكولين والكارنتين، النيتروجين، الكبريت.
- تناول جرعات قليلة من المضادات الحيوية مثل نيوميسين ومترونيدازول[6] لتقليل كمية بكتريا الأمعاء.
- استخدام مطهر قليل الحامضية ذي أس هيدروجيني بين 5.5، 6.5